# Southampton (Massachusetts)
Southampton ist eine Stadt im Hampshire County im US-Bundesstaat Massachusetts. Das U.S. Census Bureau hat bei der Volkszählung 2020 eine Einwohnerzahl von 6224 ermittelt. Southampton ist Bestandteil der Springfield Metropolitan Area.
Den Angaben des United States Census Bureau zufolge hat die Stadt eine Fläche von 75,3 Quadratkilometern, wovon 2,4 Quadratkilometer mit Wasser bedeckt sind.

## Demografie
Die bei der Volkszählung im Jahr 2000 ermittelten 5.387 Einwohner von Southampton lebten in 1.985 Haushalten; darunter waren 1.556 Familien. Die Bevölkerungsdichte betrug 74 pro km². Im Ort wurden 2.025 Wohneinheiten erfasst. Unter der Bevölkerung waren 98,3 Prozent Weiße, 0,2 Prozent Afroamerikaner, 0,1 Prozent amerikanische Indianer, 0,6 Prozent Asiaten und 0,2 Prozent von anderen Ethnien; 0,5 Prozent gaben die Zugehörigkeit zu mehreren Ethnien an.
Unter den 1.985 Haushalten hatten 36,6 Prozent Kinder unter 18 Jahren; 66,9 Prozent waren verheiratete zusammenlebende Paare. 16,8 Prozent der Haushalte waren Singlehaushalte. Die durchschnittliche Haushaltsgröße war 2,71, die durchschnittliche Familiengröße 3,07 Personen.
Die Bevölkerung verteilte sich auf 25,5 Prozent unter 18 Jahren, 6,3 Prozent von 18 bis 24 Jahren, 29,1 Prozent von 25 bis 44 Jahren, 29,2 Prozent von 45 bis 64 Jahren und 9,9 Prozent von 65 Jahren oder älter. Der Median des Alters betrug 39 Jahre.
Der Median des Haushaltseinkommens betrug 61.831 $, der Median des Familieneinkommens 64.960 $. Das Pro-Kopf-Einkommen in Southampton betrug 26.205 $. Unter der Armutsgrenze lebten 2,4 Prozent der Bevölkerung.